# Вінницька фортеця
Вінницька фортеця — історична будова 1362 року в місті Вінниця.

## Історичні події
У 1362 р. литовський князь Ольгерд розбив монголо-татарів і звільнив з-під влади Золотої Орди українські землі. Після цього контроль над цими землями встановили литовці. Частину подільських земель князь Ольгерд дарував братам Корятовичам, які взялися укріплювати кордони, бо загроза з боку кочовиків була й досі актуальною.
У 1363 р. князь Федір Корятович на високій кручі біля річки Буг побудував Вінницьку фортецю. У фортечних вежах пізніше розмістили легку артилерію. У фортеці були колодязь і підземний хід до річки. Фортеця мала велике значення, бо охороняла торговельний шлях до Молдови. Крім того, Вінницька фортеця, хоч і була невелика, стала на заваді татарам грабувати українські села. Тому кочовики часто чинили напади на фортецю. 

## Основні історичні події
У період з 1400 по 1569 рік на вінницькі укріплення татари нападали понад тридцять разів. Інколи вони навіть спалювали фортецю. Але її відбудовували знов і знов. Щоб краще укріпити місце після чергового знищення фортеці, власник Вінниці Федір Подольський звів їх дві — першу на лівому березі Бугу, другу на невеликому острові серед річки. Втім незначний гарнізон обох фортець не міг ефективно протистояти чисельним татарським загонам, хоч і завдавав чималих неприємностей ворогам.
У XVII ст. Вінницький замок був уже дуже слабкою фортецею, оскільки не відповідав тогочасним оборонним вимогам.
Проте в ньому постійно перебував гарнізон, бо Вінниця відігравала помітну роль у Визвольній війні під проводом  Б. Хмельницького. Саме під Вінницею Іван Богун з трьох тисячним козацьким військом розбив 20-тисячну польську армію.
Після Визвольної війни Вінниця стала козацьким містом. Тож, коли польський уряд наприкінці XVII ст. скасував козацтво, місцеве населення повстало проти поляків і знищило обидві вінницькі фортеці.